# 共卫一
共卫一，又称相柳星（英語：Xiangliu），是離散盤矮行星候选者共工星的唯一已知卫星。以Csaba Kiss为首的一组天文学家在分析哈勃空间望远镜的共工星图像存档时，发现了这个卫星。发现团队怀疑共工星的自转周期很长，是因为有卫星对其造成潮汐力。他们首次在哈勃望远镜于2010年9月18日用第三代廣域照相機拍摄的图像发现了共卫一。2016年10月17日，Gábor Marton、Csaba Kiss和Thomas Müller在美国天文学会行星科学部第48次会议汇报并宣布这个发现。共卫一的英语名称取自中国神话中的九头蛇妖相柳，是水神共工氏的臣下。

## 观察

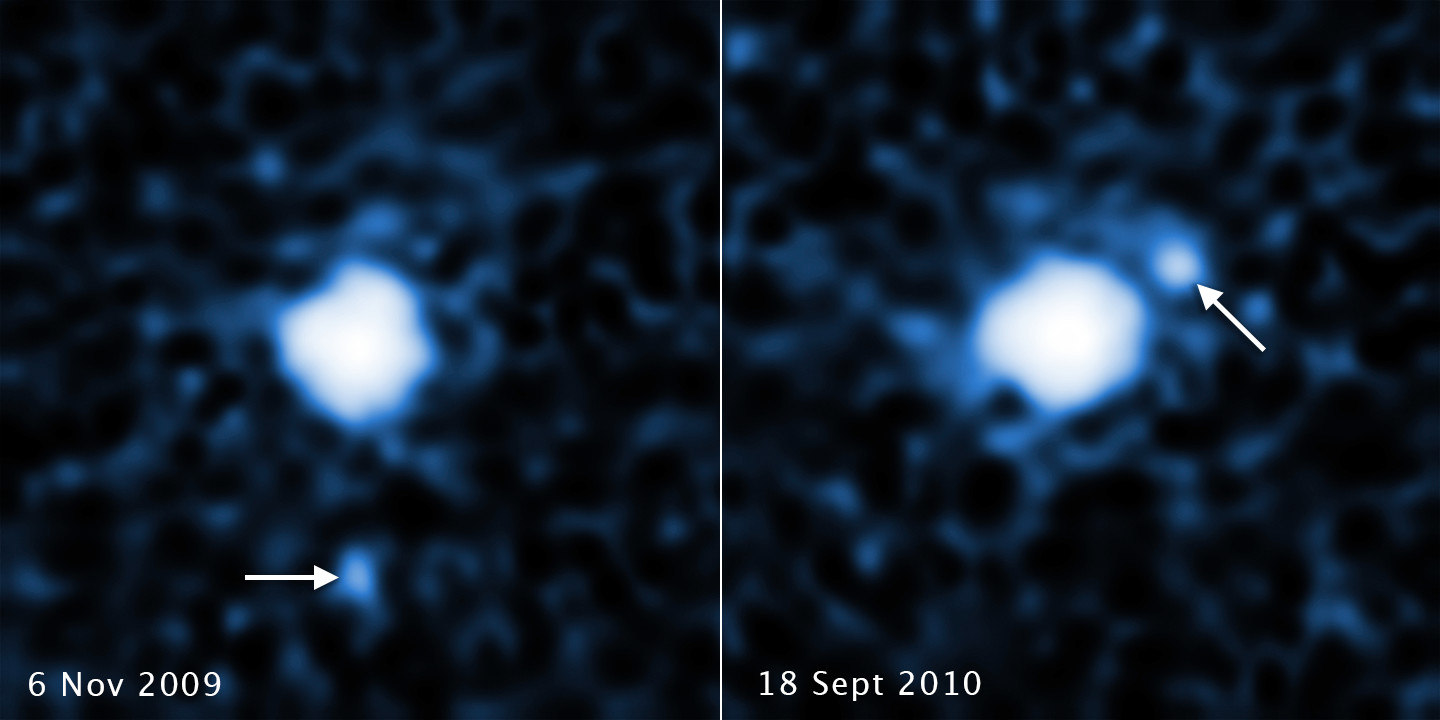
共工星和共卫一，于2009和2010年由哈勃望远镜用第三代廣域照相機拍摄。

2016年3月，共工星被发现自转周期很长，有假设说这可能是因为有卫星对其造成潮汐力。考虑到共工星可能有卫星，Csaba Kiss和他的团队开始分析哈勃望远镜的共工星图像存档。根据他们对于2010年9月18日拍摄的图像的分析，共工星离至少15000公里有一个隐约的卫星环绕着它。2016年10月17日，他们宣布这个发现，但是卫星并没有天文學臨時編號。发现团队之后也在于2009年11月9日拍摄的图像辨认了这个卫星。
根据2017年的哈勃后续观察估计，共卫一的绝对星等比共工星的至少低4.59。如果取共工星等的估计绝对星等为2.34，则共卫一的绝对星等是6.93±0.15。

## 轨道
根据哈勃望远镜于2009至2010年拍摄的共工星和共卫一的图像，发现团队将共卫一的轨道周期缩短到20至100天。2017年，他们用哈勃的后续观察结果进一步判断轨道。天文学界一般认为共卫一被共工星潮汐锁定。
因为共卫一的观察只占共工星绕太阳运行的轨道的一小部分，天文学界仍未能判断共卫一的轨道是顺行还是逆行。根据顺行轨道模型，共卫一离共工星大约24021公里，每25.22天运转一次。

## 备注
1. 1 2  2016年，共卫一的发现者开始分析哈勃望远镜的图像档案。共卫一首次被发现在2010年9月18日拍摄的图像里，后来在2016年10月17日，Gábor Marton、Csaba Kiss和Thomas Müller在美国天文学会行星科学部第48次会议汇报并宣布这个发现。[1][2][3]
2. ↑  最大估计的直径为100 km，相应的反照率等于0.2。[6]
3. ↑  共卫一的观察少于10年，而共工星的轨道周期为554年。
4. ↑  逆行模型的数值与顺行模型的相似。